# Sopa de pescado
La sopa de pescado es una preparación culinaria elaborada principalmente con trozos de pescado que suele ser cocido en un medio líquido en presencia de otros ingredientes, como pueden ser verduras. Suele emplearse en la cocción del pescado: agua, caldo, o en algunos casos agua de mar. La sopa de pescado responde a la disponibilidad regional del pescado. Es por esta razón por la que existen numerosas recetas ligadas a cada gastronomía. La sopa suele prepararse en una cocción que dura varios minutos. Debido a la consistencia del pescado no suele llevar largos periodos de cocción. Generalmente suele servirse caliente en cuenco, o plato hondo.

## Características
Este tipo de preparación en forma de sopa se caracteriza por la cocción del pescado (a veces acompañado de marisco) con otros ingredientes. Esta característica hace que existan numerosas variantes de sopa. Las sopas de pescado suelen ir acompañadas de ingredientes que le proporcionan un carácter puramente regional a la receta. Bien por el empleo de una variedad local de pescado, bien por el empleo de ingredientes de acompañamiento autóctonos. Es por esta razón, por lo que una sopa de pescado suele estar relacionada generalmente con zonas costeras, cercanas a centros pesqueros. Todas ellas suelen tener un origen culinario íntimamente relacionado con las actividades pesqueras de una región concreta. Con el advenimiento de los sistemas de refrigeración y las mejoras en la conservación de alimentos, el transporte de pescado ha sido posible más allá de las zonas costeras, siendo posible elaborar este tipo de receta también en las zonas de interior.
Las sopas de pescado se elaboran con trozos de pescado fresco, a la que se suele añadir diversos ingredientes. Por ejemplo, en la cocina de Asia suele elaborarse como una variante de sopa de fideos. Las sopas pueden ser ligeras o tipo bisque (es decir, más untuosas) gracias a ser mezcladas con cremas, leche o purés diversos.